# Die Kugel
Die Kugel war ein 1919 in Magdeburg gegründeter spätexpressionistische Zusammenschluss von „Künstlern und Kunstfreunden …, die sämtlich auf dem Boden der jungen Kunst stehen und durch ihre Vereinigung, gestützt durch die Herausgabe einer Zeitschrift, die künstlerischen Bestrebungen der Gegenwart mit allen Kräften fördern wollen.“ Er bestand bis 1923.
Im Ersten Weltkrieg sammelte sich um Kurt Pinthus eine Gruppe revolutionär gesinnter Künstler, die sich den Namen "Neue Kunst und Dichtung – Die Kugel" gab. Die Gemeinschaft unterhielt enge Verbindung zu Franz Pfemferts "Aktion". Mitglieder waren u. a. Franz Jan Bartels (1894 – 1947), August Bratfisch, Adolf Behne, Bruno Beye, Werner Conert, Max Dungert, Wilhelm Höpfner, Alfred John, Maximilian Rosenberg, Robert Seitz, Hans Heinz Stuckenschmidt, Eberhard Viegener, Günther Vogler, Erich Weinert und Rudolf Wewerka. Aber auch Schriftsteller außerhalb Magdeburgs wie Johannes R. Becher, Theodor Däubler und Max Herrmann-Neiße waren der Vereinigung verbunden.
Die Vereinigung publizierte die Zeitschrift "Die Kugel", die neben programmatischer Prosa expressionistische Dichtung und graphische Werke enthielt. Es erschienen nur zwei Ausgaben im Mai 1919 und Februar 1920. Zudem veranstaltete sie zahlreiche öffentliche Lesungen, vor allem mit expressionistischer Dichtungen. Die letzte nachweisbare Lesung fand am 22. Juni 1923 statt.

## Ausstellungen
- 2017: Wittenberg, Cranach-Stiftung („DIE KUGEL. Bruno Beye – Max Dungert – Günther Vogler und die Künstler der Magdeburger Kugel. Avantgarde in Mitteldeutschland um 1920“)[2]